# Günther Brassel (Zahnmediziner)
Günther Brassel (* 21. Mai 1945 in Flensburg) ist ein deutscher Admiralarzt der Bundeswehr außer Dienst und war in seiner letzten Verwendung Inspizient Zahnmedizin der Bundeswehr.

## Leben
Brassel ist Sohn des gleichnamigen Vaters Günther Brassel, einem Seeoffizier und Paläontologen. Brassel absolvierte 1967 an Hebbelschule in Kiel das Abitur, zusammen mit dem späteren Generalmajor Bernd Diepenhorst. Im selben Jahr trat er als Reserveoffizieranwärter des Sanitätsdiensts mit der Crew X/67 in die Bundesmarine. Als Seekadett entlassen, studierte er als Stipendiat der Bundeswehr ab dem Wintersemester 1968/69 an der Christian-Albrechts-Universität zu Kiel das Studium der Zahnmedizin. Danach wurde er aktiver Sanitätsoffizier. Er war Truppenzahnarzt im Marinestützpunkt Flensburg und im Marinestützpunkt Olpenitz. Als Schiffs- oder Geschwaderzahnarzt fuhr er zur See. Im April 1990 kam er zum Marineabschnittskommando Nordsee, das dem Marineunterstützungskommando (1974–2001) unterstellt war. Mit einer Dissertation bei Hans Schadewaldt wurde er im selben Jahr zum Dr. med. dent. promoviert. Am 1. Oktober 1990 zum Flottenarzt befördert, war er als Leiter des Standortsanitätszentrums Flensburg der erste Zahnarzt in der Verantwortung eines Disziplinarvorgesetzten. Von Oktober 1991 bis März 2001 war er im Sanitätsdienst Heer. In Kiel war er Kommandozahnarzt beim Territorialkommando Schleswig-Holstein und Wehrbereichszahnarzt im Wehrbereichskommando I / 6. Panzergrenadierdivision. Ab Januar 1995 war er Leitender Zahnarzt beim Generalarzt des Heeres. Unter Beförderung zum Admiralarzt kehrte Brassel in die Deutsche Marine zurück; am 1. April 2001 wurde er Inspizient Zahnmedizin der Bundeswehr in Bonn und München. Am 31. Mai 2006 trat er in den Ruhestand. Er saß im Vorstand der Bundeszahnärztekammer.